# Danh sách thí sinh tham gia Canada's Next Top Model
Danh sách này bao gồm tên của tất cả thí sinh được vào vòng chung kết của cuộc thi cùng như chương trình truyền hình mang tên Canada's Next Top Model. Các thí sinh phải tranh tài cùng nhau để giành giải thưởng cao nhất cùng danh hiệu Người mẫu đỉnh cao Canadia. Quá trình thử thách của họ sẽ do hội đồng giám khảo gồm Jay Manuel (trước đây là siêu mẫu Tricia Helfer) và các đồng sự soi xét và đưa ra quyết định ai sẽ bị loại và ai sẽ trở thành quán quân cuộc thi.
Mùa thi đầu tiên bắt đầu phát sóng năm 2006 và kết thúc vào năm 2008. Đến nay đã có ba mùa thi được tổ chức sản xuất quy tụ 31 thí sinh. Andrea Muizelaar, Rebecca Hardy và Meaghan DeWarreng-Waller lần lượt được xướng danh là người chiến thắng của ba mùa thi.

## Các thí sinh

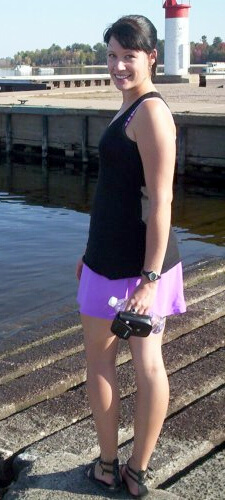
Andrea Muizelaar, người chiến thắng Canada's Next Top Model, Mùa thi 1

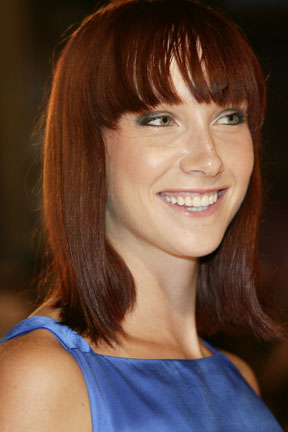
Rebecca Hardy, người chiến thắng Canada's Next Top Model, Mùa thi 2

| Họ tên                    | Tuổi1 | Quê quán                          | Mùa thi | Xếp hạng  |
| ------------------------- | ----- | --------------------------------- | ------- | --------- |
| Sylvie Majcher            | 23    | Sherwood Park, Alberta            | 1       | 10        |
| Dawn Buggins†             | 22    | Calgary, Alberta                  | 1       | 9         |
| Natalie Talson            | 22    | New Westminster, British Columbia | 1       | 8         |
| Heather Dorssers          | 20    | Blenheim, Ontario                 | 1       | 7         |
| Tenika Davis              | 23    | Newmarket, Ontario                | 1       | 6         |
| Ylenia Aurucci            | 23    | Vancouver, British Columbia       | 1       | 5         |
| Brandi Alexander          | 21    | Vancouver, British Columbia       | 1       | 4         |
| Sisi Wang                 | 23    | Richmond, British Columbia        | 1       | 3         |
| Alanna Shelast            | 19    | Kelowna, British Columbia         | 1       | Á quân    |
| Andrea Muizelaar          | 19    | Whitby, Ontario                   | 1       | Quán quân |
| Michelle "Mika" Emmé      | 25    | Toronto, Ontario                  | 2       | 10        |
| Jacqueline Blackman       | 20    | Vancouver, British Columbia       | 2       | 9         |
| Stefanie "Steff" Groulx   | 20    | Cornwall, Ontario                 | 2       | 8         |
| Gina Guimont              | 23    | Calgary, Alberta                  | 2       | 7         |
| Morayo "Mo" Ninalowo      | 20    | Toronto, Ontario                  | 2       | 6         |
| Corinne "Cori" MacKinnon  | 18    | Val Caron, Ontario                | 2       | 5         |
| Tia Ayrton-Hill           | 19    | Montreal, Quebec                  | 2       | 4-3       |
| Tara-Marie "Tara" Winspur | 20    | Calgary, Alberta                  | 2       | 4-3       |
| Sinead Brady              | 18    | Chatham, Ontario                  | 2       | Á quân    |
| Rebecca Hardy             | 22    | Mannheim, Ontario                 | 2       | Quán quân |
| Alexandra McCallum        | 22    | Penticton, British Columbia       | 3       | 11        |
| Tiffany MacDonald         | 23    | Toronto, Ontario                  | 3       | 10        |
| Jillian "Jill" Pukesh     | 19    | Vancouver, British Columbia       | 3       | 9         |
| Ebonie Finley             | 22    | Repentigny, Quebec                | 3       | 8         |
| Tara Didon                | 19    | Châteauguay, Quebec               | 3       | 7         |
| Rebeccah Wyse             | 19    | Ottawa, Ontario                   | 3       | 6         |
| Heather Delaney           | 21    | Halifax, Nova Scotia              | 3       | 5         |
| Maryam Massoumi           | 18    | Vancouver, British Columbia       | 3       | 4         |
| Nikita Kiceluk            | 19    | Calgary, Alberta                  | 3       | 3         |
| Linsay Willier            | 22    | Edmonton, Alberta                 | 3       | Á quân    |
| Meaghan DeWarreng-Waller  | 19    | Winnipeg, Manitoba                | 3       | Quán quân |